# Danijel Krivić
Danijel Krivić (Livno, 17 september 1980) is een Bosnisch-Kroatisch voormalig voetballer (verdediger) die als laatste voor de Bosnisch-Kroatische club NK Troglav Livno uitkwam. In het seizoen 2007-2008 speelde hij in België voor RAEC Mons
Krivić speelde in 2002 één officiële interland voor de voetbalelftal van Bosnië en Herzegovina.

## Carrière
- 2001-2003: Brotnjo
- 2003: Győri ETO FC
- 2003-2005: NK Zadar
- 2005-2006: Medimurje
- 2006-2007: NK Široki Brijeg
- 2007-2008: RAEC Mons
- 2008-2009: NK Troglav Livno
- 2009-2010 : NK Solin
- 2010-2015 : NK Troglav Livno